# Ô Chợ Dừa

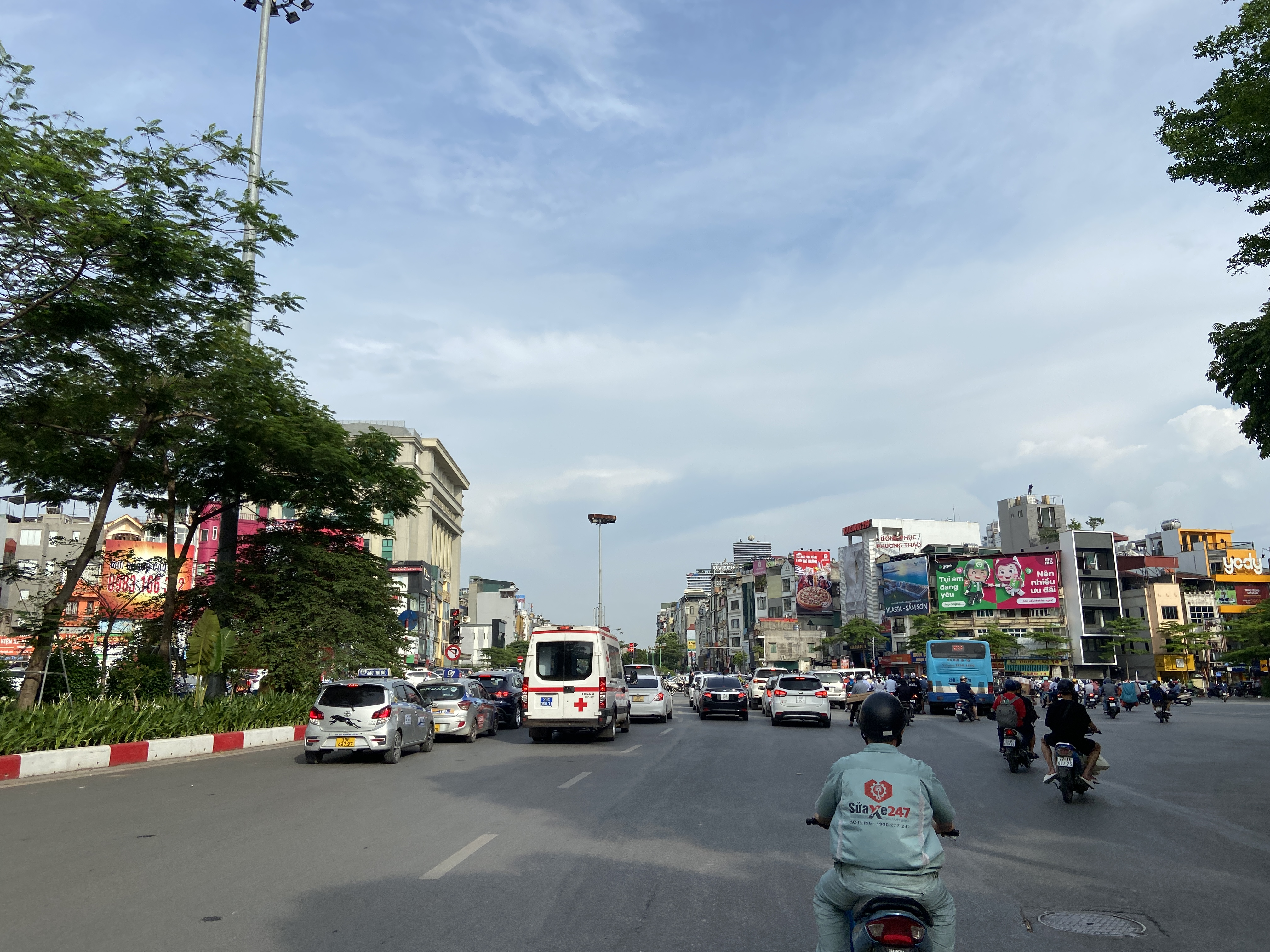
Ngã sáu Ô Chợ Dừa ngày nay

Ô Chợ Dừa tên chữ là Thịnh Quang, là một cửa ô của Hà Nội xưa, nằm về phía tây của kinh thành Thăng Long.

## Vị trí
Ô Chợ Dừa nằm ở ngã sáu của các phố Đê La Thành, Tôn Đức Thắng, Nguyễn Lương Bằng, Khâm Thiên, Xã Đàn và phố Ô chợ Dừa mới.

## Tên gọi
Ô Chợ Dừa nơi có chợ nhỏ họp dưới hàng dừa rợp bóng bát ngát, một phần đã giải thích cái tên gọi quen thuộc của cửa ô, lại hiện lên với vẻ sầm uất, nhộn nhịp của cảnh chợ.
Theo ghi chép trong Thượng Kinh ký sự của Hải Thượng Lãn Ông Lê Hữu Trác: " Một cái thành đất không cao lắm. Bên cạnh là một cái tường nhỏ, trên mặt tường là đường xe ngựa đi, ở mé ngoài hàng rào che kín mít. Dưới chân tường là hào sâu. Trong hào thả chông xem ra rất kiên cố. Thành có ba vọng canh, nơi nào cũng có lính sắp hàng, gươm súng sáng quắc ".